# Pgrep
pgrep は、拡張正規表現パターンでプロセス名を検索し、デフォルトでは検索結果をプロセス識別子で示すコマンド。Solaris 7 で最初に導入されたコマンドであり、後に Linux および OpenBSD に再実装された。類似の機能を持つコマンドとして pidof と ps がある。

## 使用例
プロセス（タスク）名を指定してそのプロセス識別子を返すというデフォルトの動作をさせるには、以下のように入力する。
pgrep taskname
これは、次のコマンド行とほぼ等価である。
ps ax | grep taskname | grep -v grep | awk '{print $1}'
このように、pgrep は複雑なコマンド行を単純化できる。他にも次のような機能がある。
- other というグループに属する全プロセスをロング形式（IDと名前）で表示する。

pgrep -l -G other
- root というユーザーに属さない全プロセスを表示する。

pgrep -v -u root